# Aventuras Bizarras
Aventuras Bizarras fue una revista española de historietas, en formato revista en B/N, que recopilaba diverso material de los magazines Bizarre Adventures, Marvel Preview y Epic Illustrated de Marvel Comics.
En 1983 se publicaron asimismo dos números del personaje El Coyote bajo el epígrafe Aventuras Bizarras: Serie Azul.
En 1987, se utilizó nuevamente el nombre, en este caso Aventuras Bizarras: Serie Roja para una nueva revista de historietas de El Capitán Trueno de periodicidad quincenal, con guion escrito por Víctor Mora y dibujada por Luis Bermejo y Jesús Redondo, que solo duró 10 números.

## Historia editorial
La revista Aventuras Bizarras se publicó mensualmente entre noviembre de 1983 y enero de 1985. El motivo del cierre, según indicaba su Director, Antonio Martín en el último número, fue que se quiso sustituir por una revista de mayor envergadura y a color, que nunca llegó a aparecer.

### Estructura y contenido
La revista recopilaba principalmente material de los magazines Bizarre Adventures, Marvel Preview y Epic Illustrated de Marvel Comics, no siempre de temática superheroica, sino también fantástica, de ciencia ficción o de terror, y en general de contenido más adulto que las series "clásicas" de comic-books. Cada número se centraba en un tema o personaje, recopilándose por lo general diversas historias, aunque también hubo números monográficos. 
En la revista se publicaron obras de Frank Miller, John Byrne, Paul Gulacy, Marshall Rogers, Michael Golden, Chris Claremont, John Buscema, Doug Moench, Gene Colan, Roy Thomas, Tony de Zúñiga, John Bolton, Val Mayerik, Bill Sienkiewick y Howard Chaykin entre otros.
Entre los personajes que aparecieron en la revista, se encuentran la Viuda Negra, Elektra, La Patrulla X, Merlín, Thor, Paradox, El Caballero Luna, Dominic Fortune, Gladiator, Kull, Starlord y Punisher.
Incluía como complemento en las páginas centrales una sección bimensual denominada Comics Fanzine, numerada a partir del N.º 0, con diversa información, a modo de Fanzine: noticias, artículos, críticas, pequeños anuncios, pósteres, y una sección llamada Puertas abiertas al comic donde se publicaban obras de autores noveles, en cuyo primer número se publicó una historia de Rubén Garrido.
Ocasionalmente contó con una sección de relatos cortos llamada Relatos Bizarros, con cuentos de dos o tres páginas de autores como Frank R. Stockton, Neil Abner, Ned Abercrombie y Domingo Santos.
Contaba asimismo con otras secciones más o menos fijas, como Cartas Bizarras donde se publicaba cartas de los lectores, o un Consultorio a modo de "Contestador Automático" donde se respondía a las preguntas de los lectores.

## Listado de ejemplares
1. Aventuras Bizarras N.º 1: Violencia (Bizarre Adventures nº31)
2. Aventuras Bizarras N.º 2: Mujeres mortales (Bizarre Adventures nº25)
3. Aventuras Bizarras N.º 3: Héroes insólitos (Bizarre Adventures n.º 28, 18 y 23)
4. Aventuras Bizarras N.º 4: La Patrulla X (Bizarre Adventures nº27)
5. Aventuras Bizarras N.º 5: Merlín (Marvel Preview nº22)
6. Aventuras Bizarras N.º 6: Maestros del Crimen (Marvel Preview nº16)
7. Aventuras Bizarras N.º 7: Héroes, Mitos y Dioses (Bizarre Adventures n.º 32 y 29, y Hulk nº32)
8. Aventuras Bizarras N.º 8: Paradox (Marvel Preview nº24)
9. Aventuras Bizarras N.º 9: El Caballero Luna (Marvel Preview nº21)
10. Aventuras Bizarras N.º 10: Aventureros de ayer y mañana (Bizarre Adventures n.º 20 y 30)
11. Aventuras Bizarras N.º 11: Gladiador (Marvel Preview n.º 9)
12. Aventuras Bizarras N.º 12: Kull (Bizarre Adventures nº26)
13. Aventuras Bizarras N.º 13: Señor de las estrellas (Marvel Preview nº11)
14. Aventuras Bizarras N.º 14: Blade (Marvel Preview n.º 3)
15. Aventuras Bizarras N.º 15: El Castigador (Marvel Preview n.º 2 y Epic Illustrated nº20)